# Brutto registrovaná tuna
Brutto registrovaná tuna (BRT) nebo Gross Registered Tonnage (GRT) je zastaralá jednotka objemu, která určuje prostornost (tonáž) obchodní lodi. 
1 BRT = 100 kubických stop = 2,83 m³
Přestože se v názvu vyskytuje slovo tuna, nemá název nic společného s metrickou jednotkou pro hmotnost. Nelze ji zaměňovat ani s jinými jednotkami používanými pro měření velikosti lodí, jako je výtlak v tunách.